# Araceli Zambrano
Araceli Zambrano Alarcón (Segovia 1911- La Pièce 1972) va ser germana de Maria Zambrano, filosofa espanyola de principis del segle xx, i la persona que va custodiar la correspondència i la documentació de la seva germana.
La seva parella sentimental va ser Manuel Muñoz Martínez, militar i polític republicà, jutjat i afusellat l'1 de desembre de 1942.
Araceli va viure amb Maria Zambrano els últims anys de la seva vida. Es va dedicar a cuidar de la seva mare i a defensar a la seva germana en el divorci del seu marit, l'Alfonso Rodríguez Aldave.
Tal com es narra al llibre "Estimades Zambrano", els gats varen tenir una gran importància a les seves vides i els va ocasionar molts problemes: denúncies del veïnat pel gran nombre de gats presents al pis; generació d'un problema diplomàtic per l'emissió d'una ordre d'expulsió, que va ser retirada gràcies a la intervenció del ministre Antoni Giolitti; l'obligació de mudar-se de pis i, per acabar, de ciutat.
El febrer de 2016, al panteó del cementiri municipal de Vélez-Málaga, on està enterrada la seva germana, es va descobrir una placa en reconèixement d'Araceli Zambrano.